# Oxalis macrocarpa
Oxalis macrocarpa là một loài thực vật có hoa trong họ Chua me đất. Loài này được (Small) R. Knuth mô tả khoa học đầu tiên năm 1919.